# Pebble Beach Concours d’Elegance

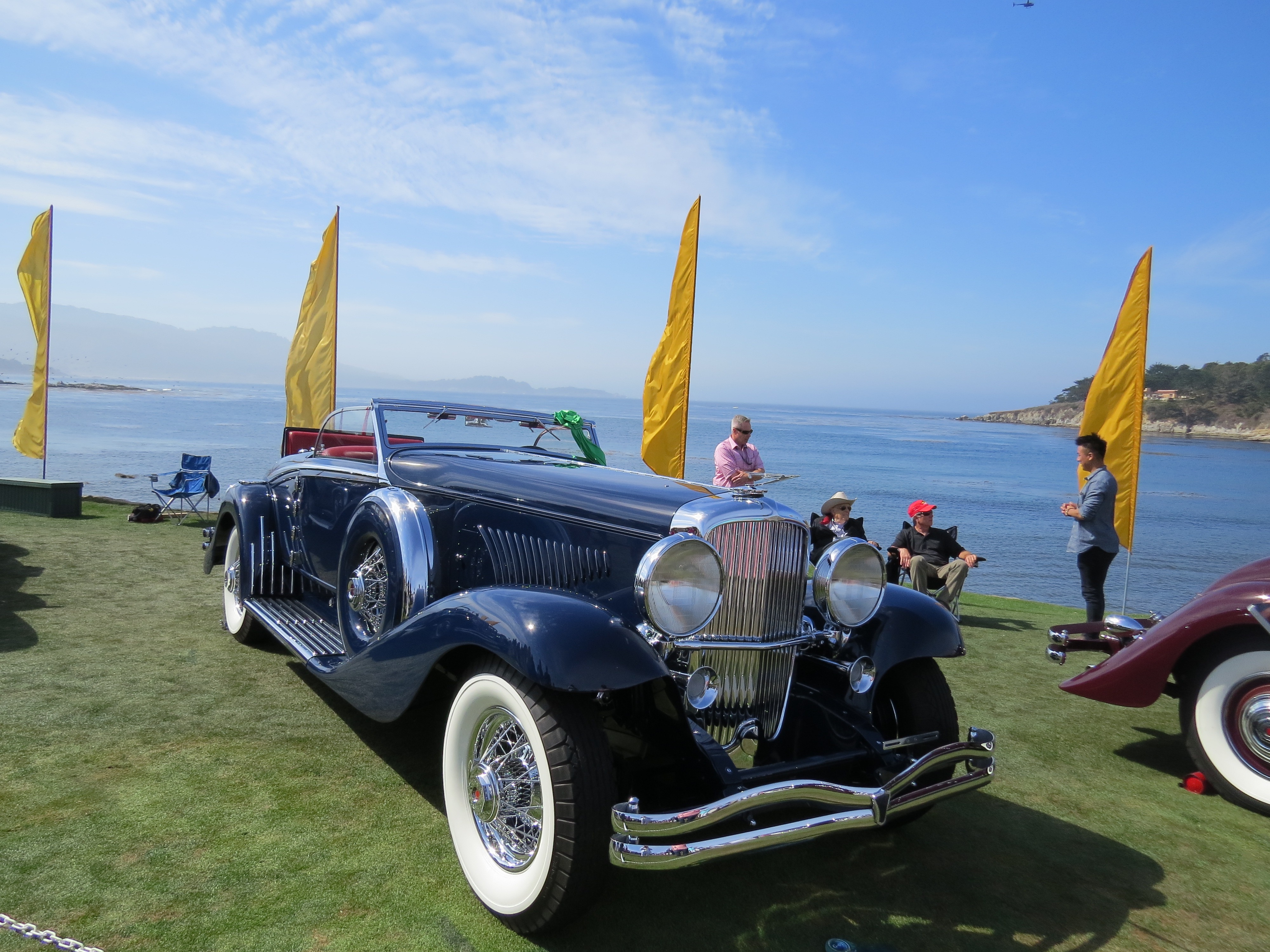
Pebble Beach Concours 2015

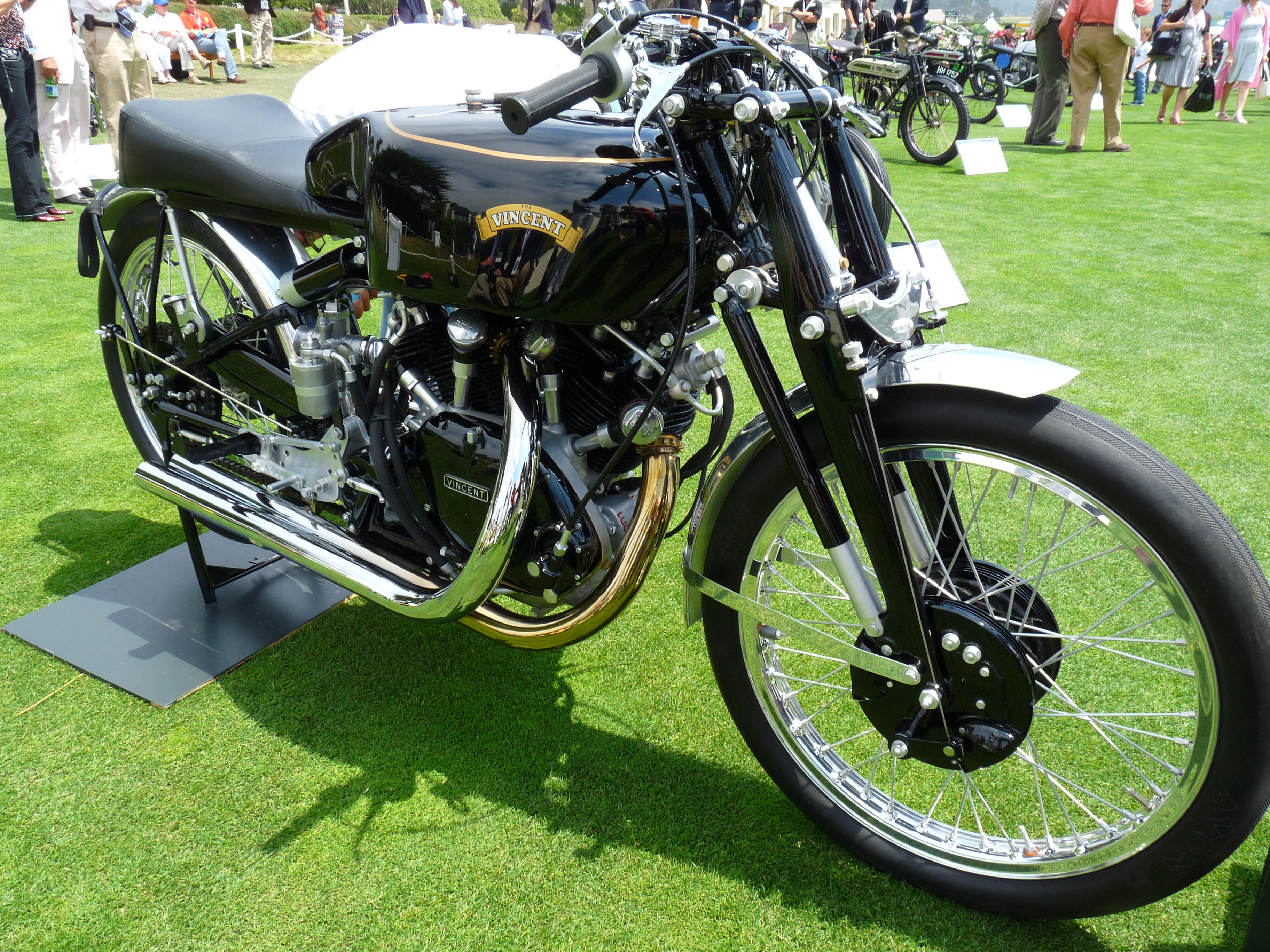
Pebble Beach Concours 2009

Der Pebble Beach Concours d’Elegance ist ein weltweit bekannter Schönheitswettbewerb für hochwertige klassische Automobile und Zweiräder. Er findet alljährlich im Rahmen der Monterey Car Week am 18. Loch auf dem Gelände des Pebble-Beach-Golf-Links-Golfplatzes bei Monterey (Kalifornien) statt.

## Beschreibung

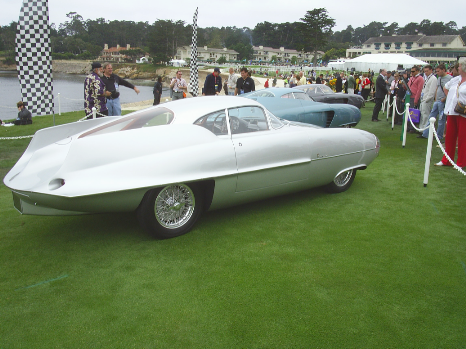
Alfa-Romeo-B.A.T.-Prototypen, ausgestellt auf dem Pebble Beach Concours d’Elegance 2005

Die aus allen Teilen der Welt stammenden, ausgestellten Fahrzeuge sind sehr wertvoll. Eine Jury bewertet die Fahrzeuge nach den Kriterien Originalität, Funktionsfähigkeit und Eleganz. Man kann davon ausgehen, dass ein Preisgewinn zusätzlich werterhöhend wirkt. Es gibt stets eine große Zahl an Anmeldungen, von denen jedoch nur ein Teil nach strengen Kriterien zugelassen wird, im Jahr 2012 waren es beispielsweise etwa 200 Fahrzeuge. 
Die Preisverleihung erfolgt in einer Vielzahl von Klassen, in denen jeweils die ersten drei Plätze vergeben werden. Unter allen Klassengewinnern wird dann noch der „Best of Show“ ermittelt.  Ein Wagen, der einmal teilgenommen hat, darf sich in der Regel nicht erneut bewerben. Der Reinerlös der Veranstaltung dient wohltätigen Zwecken. Seit 2009 sind auch Motorräder dabei.
Die erste Veranstaltung fand 1950 in Ergänzung zum damaligen Pebble Beach Straßenrennen statt. Mit einer Ausnahme 1960 und 2020 aufgrund der Corona-Pandemie hat der Concours jedes Jahr stattgefunden. Seit 2001 gibt es auch eine Kategorie für unrestaurierte Originalautos. Seit dem Jahr 2009 werden auch Motorräder eingeladen.
Im Jahr 2005 bewarben sich 227 ausgestellte Fahrzeuge um eine Prämierung in damals 27 Kategorien. Die Teilnehmer kamen aus 15 Ländern. Jede Veranstaltung widmet sich als Schwerpunkt einer bestimmten Marke oder einem Karosseriebauer, so stand 2005 die Marke Alfa Romeo im Mittelpunkt. Der Hersteller nutzte diese Gelegenheit, um die Spiderversion des Alfa Romeo 8C Competizione als Prototyp dem Markt vorzustellen.
2000 gewann der Dubonnet Xenia den Preis für das eleganteste geschlossene Fahrzeug.
Eine ähnliche Veranstaltung ist in Europa der alljährliche Concorso d’Eleganza Villa d’Este.

## Versteigerungen
Im Rahmen vom Pebble Beach Concours d’Elegance werden auch Oldtimer versteigert, wobei das Angebot der Fahrzeuge bis in den zweistelligen Millionenbereich reicht. Im Jahr 2014 wurden von fünf Auktionshäusern 1.200 Oldtimer versteigert.